# NGC 4948
NGC 4948 (również IC 4156 lub PGC 45224) – galaktyka spiralna z poprzeczką (SBd), znajdująca się w gwiazdozbiorze Panny. Odkrył ją Lewis A. Swift 25 maja 1887 roku.
W galaktyce tej zaobserwowano supernową SN 1994U.